# 움브라일 고개
움브라일 고개(해발 2,501m)는 발뮈스테어의 산타 마리아와 아다 계곡의 보르미오를 연결하는 스위스 - 이탈리아 국경의 높은 산길이다. 이탈리아 쪽에서는 스텔비오 고개 도로와 발텔리나로 연결된다. 현재 스위스에서 가장 높은 포장도로이다.
고개 상단의 이정표는 해발 2,503m로 표기되어 있지만, 스위스 고도 측정을 위한 기준치는 이 표지판이 세워진 이후로 변경되어 현재의 방법으로는 2,501m를 정확한 값으로 남겨두고 있다.
이 고개의 이름은 인근 산봉우리인 피츠 움브라일(Piz Umbrail)의 이름을 따서 명명되었다.
도로는 2015년부터 완전히 아스팔트로 포장되어 있다. 마지막 비포장 구간은 고도 1,883m에서 2,012m 사이의 스위스 쪽 1.5km 구간이었다. 2017년 지로 디탈리아(Giro d'Italia) 기간 동안 움브라일 고개는 로베타에서 보로미오까지의 단계에서 도달했다.